# Scratch My Back
Scratch My Back is het achtste studioalbum van Peter Gabriel uit 2010 waarbij het tweede deel and I'll scratch yours pas 3 jaar later verschijnt. In feite is het een nieuwe vorm die Gabriel voor deze dubbel-cd zoekt. Op het in 2010 uitgebrachte deel doet Gabriel een aantal covers van andere artiesten, het 2e deel uit 2013 bevat covers van diezelfde artiesten die Gabriel's nummers doen. "And I'll scratch yours" is in feite dus geen album van Gabriel zelf. Het album is als dubbel-cd verkrijgbaar, de delen zijn ook afzonderlijk verkrijgbaar.

## Aanloop
Na Up moesten de liefhebbers van zijn muziek acht jaar wachten voordat er een nieuw album van hem kwam, Ondertussen bleef Gabriel wel concerten geven, onder meer in de Westergasfabriek in Amsterdam. Dat concert viel samen met de concertreeks van zijn oerband Genesis in de Arena, dus geruchten alom. Gabriel was al het land uit, toen Genesis moest arriveren, bleek later.
Sinds begin 2008 was Gabriel bezig een album te plannen met de opnamen van liederen van anderen. Hij wilde ze niet alleen in dezelfde setting spelen, maar ze voorzien van een apart arrangement. Uiteindelijk vond hij John Metcalfe, die trouwens al jaren in dienst was van de Real World Studios bereid deze te leveren. In september 2008 begon Gabriel met het uitzoeken van liedjes. Zodoende kwam een muziekalbum naar voren met twaalf ingetogen liederen met voornamelijk orkestbegeleiding. Daarvoor werden twee orkesten ingeschakeld; gelegenheidsorkesten Scratch Orchestra en een Hongaars orkest verleenden hun diensten.Het album is verspreid over een aantal studios opgenomen: The Bus Stop, Real World Studios, Real World Temple, Air Lyndhurst en Tom-Tom D-Studio in Boedapest. Tijdens de opnamen werd nog gewisseld van songs. Van Randy Newman zou eerst Baltimore gezongen worden, het werd uiteindelijk I Think It’s Going to Rain.
De arrangementen leunen op de muziek van de minimalisten Arvo Pärt, Steve Reich, maar een grotere overeenkomst hebben zang en muziek met Gavin Bryars met zijn album Jesus' Blood Never Failed Me Yet met zang van Tom Waits.
Een deel van de oplage kreeg een tweede compact disc mee, met een viertaal bonustracks. Van het album verscheen ook een elpeeversie.
De hoes geeft een tweetal rode bloedcellen weer, die tegen en in elkaar zijn verwrongen; de bijbehorende toer heette The New Blood Tour.
Scratch My Back is opgevolgd door een album van de oorspronkelijke artiesten, die een lied van Peter Gabriel zingen met als titel: I'll Scratch Yours. De nummers verschenen reeds op Itunes, de cd is in september 2013 in Nederland uitgebracht. Radiohead en David Bowie wilden niet meedoen omdat zij zelf bezig waren met opnames van eigen albums.

## Tracklist
| Nr. | Titel                                           | Duur |
| --- | ----------------------------------------------- | ---- |
| 1.  | Heroes (van David Bowie)                        | 4:10 |
| 2.  | The Boy in the Bubble (Paul Simon)              | 4:28 |
| 3.  | Mirrorball (Elbow)                              | 4:48 |
| 4.  | Flume (Bon Iver)                                | 3:01 |
| 5.  | Listening Wind (Talking Heads)                  | 4:23 |
| 6.  | The Power of the Heart (Lou Reed)               | 5:52 |
| 7.  | My Body Is a Cage (Arcade Fire)                 | 6:13 |
| 8.  | The Book of Love (The Magnetic Fields)          | 3:53 |
| 9.  | I Think It's Going to Rain Today (Randy Newman) | 2:34 |
| 10. | Après moi (Regina Spektor)                      | 5:13 |
| 11. | Philadelphia (Neil Young)                       | 3:46 |
| 12. | Street Spirit (Fade Out) (Radiohead)            | 5:06 |

| Nr. | Titel                                         | Duur |
| --- | --------------------------------------------- | ---- |
| 1.  | The Book of Love (The Magnetic Fields; remix) | 3:40 |
| 2.  | My Body Is a Cage (Arcade Fire; remix)        | 6:03 |
| 3.  | Waterloo Sunset (The Kinks)                   | 3:49 |
| 4.  | Heroes (David Bowie; Wildebeestmix)           | 4:06 |

| Nr. | Titel                                      | Duur |
| --- | ------------------------------------------ | ---- |
| 1.  | I don't remember, (David Byrne)            |      |
| 2.  | Come talk to me (Bon Iver)                 |      |
| 3.  | Blood of Eden (regina Spektor)             |      |
| 4.  | Not one of us (Stephin Meritt)             |      |
| 5.  | Shock the monkey (Joseph Arthur)           |      |
| 6.  | Big time (Randy Newman)                    |      |
| 7.  | Games without frontiers (Arcade Fire)      |      |
| 8.  | Mercy street (Elbow)                       |      |
| 9.  | Mother of violence (Brian Eno)             |      |
| 10. | Don't give up ( Feist feat. Timber Timbre) |      |
| 11. | Solsbury Hill (Lou Reed)                   |      |
| 12. | Biko (Paul Simon)                          |      |

## Albumlijst
Alhoewel het een atypisch Gabriel album is, haalde het hoge verkoopcijfers. Volgens Dutchcharts haalde het de volgende lijsten:
- België: 9 weken (hoogste 13e plaats) Vlaamse lijst
- België: 21 weken (1) Waalse lijst
- Denemarken: 2 weken, (15)
- Finland: 1 week (41)
- Frankrijk, 25 weken (4)
- Griekenland, 5 weken (6)
- Italië, 5 weken (3)
- Mexico, 4 weken (68)
- Nederland, 9 weken (10)
- Nieuw-Zeeland, 3 weken (15)
- Noorwegen, 5 weken (11)
- Oostenrijk, 7 weken (11)
- Portugal, 2 weken (13)
- Spanje, 5 weken (11)
- Verenigd Koninkrijk (14)
- Verenigde Staten (26)
- Zweden, 7 weken (5)
- Zwitserland, 9 weken (3)

| "Scratch My Back" in de Nederlandse Album Top 100 - binnen: 20-02-2010 | "Scratch My Back" in de Nederlandse Album Top 100 - binnen: 20-02-2010 | "Scratch My Back" in de Nederlandse Album Top 100 - binnen: 20-02-2010 | "Scratch My Back" in de Nederlandse Album Top 100 - binnen: 20-02-2010 | "Scratch My Back" in de Nederlandse Album Top 100 - binnen: 20-02-2010 | "Scratch My Back" in de Nederlandse Album Top 100 - binnen: 20-02-2010 | "Scratch My Back" in de Nederlandse Album Top 100 - binnen: 20-02-2010 | "Scratch My Back" in de Nederlandse Album Top 100 - binnen: 20-02-2010 | "Scratch My Back" in de Nederlandse Album Top 100 - binnen: 20-02-2010 | "Scratch My Back" in de Nederlandse Album Top 100 - binnen: 20-02-2010 |
| Week                                                                   | 1                                                                      | 2                                                                      | 3                                                                      | 4                                                                      | 5                                                                      | 6                                                                      | 7                                                                      | 8                                                                      | 9                                                                      |
| ---------------------------------------------------------------------- | ---------------------------------------------------------------------- | ---------------------------------------------------------------------- | ---------------------------------------------------------------------- | ---------------------------------------------------------------------- | ---------------------------------------------------------------------- | ---------------------------------------------------------------------- | ---------------------------------------------------------------------- | ---------------------------------------------------------------------- | ---------------------------------------------------------------------- |
| Nummer                                                                 | 10                                                                     | 20                                                                     | 27                                                                     | 35                                                                     | 51                                                                     | 67                                                                     | 90                                                                     | 83                                                                     | 93                                                                     |